# Brander (mercadotecnia)

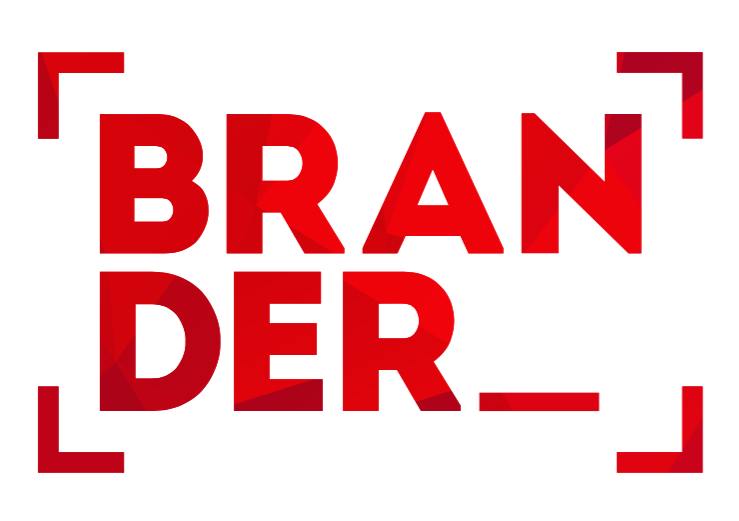
La Marca en el corazón, el producto en el mercado.

Un Brander es un profesional dedicado a la creación y gestión de marcas, que tiene como objetivo crear un significado poderoso a una marca para mejorar la competitividad de una compañía.
Un profesional de branding ven el mundo a través de una lente diferente. Cuando otros ven logos ellos ven sistemas de diseño, cuando los empleadores piensan en motivación como un elemento financiero, ellos implementan programas multidimensionales de compromiso de la marca.La razón de ser de un brander es demostrar el poder de una idea y cómo se puede dar forma a los productos, servicios, empresas, mercados y, en última instancia, el mundo en que vivimos.